# Ampelikoú
Ampelikoú är en ort i Cypern.   Den ligger i distriktet Eparchía Lefkosías, i den centrala delen av landet, 50 km väster om huvudstaden Nicosia. Ampelikoú ligger 170 meter över havet och antalet invånare är 200. Den ligger på ön Cypern.
Terrängen runt Ampelikoú är kuperad åt sydväst, men åt nordost är den platt. Havet är nära Ampelikoú åt nordost. Trakten runt Ampelikoú är ganska glesbefolkad, med 21 invånare per kvadratkilometer. Närmaste större samhälle är Mórfou, 19,3 km nordost om Ampelikoú. Trakten runt Ampelikoú är i huvudsak ett öppet busklandskap.
Medelhavsklimat råder i trakten. Årsmedeltemperaturen i trakten är 20 °C. Den varmaste månaden är juli, då medeltemperaturen är 33 °C, och den kallaste är februari, med 9 °C. Genomsnittlig årsnederbörd är 553 millimeter. Den regnigaste månaden är december, med i genomsnitt 107 mm nederbörd, och den torraste är augusti, med 1 mm nederbörd.